# کاغذ فنولیک

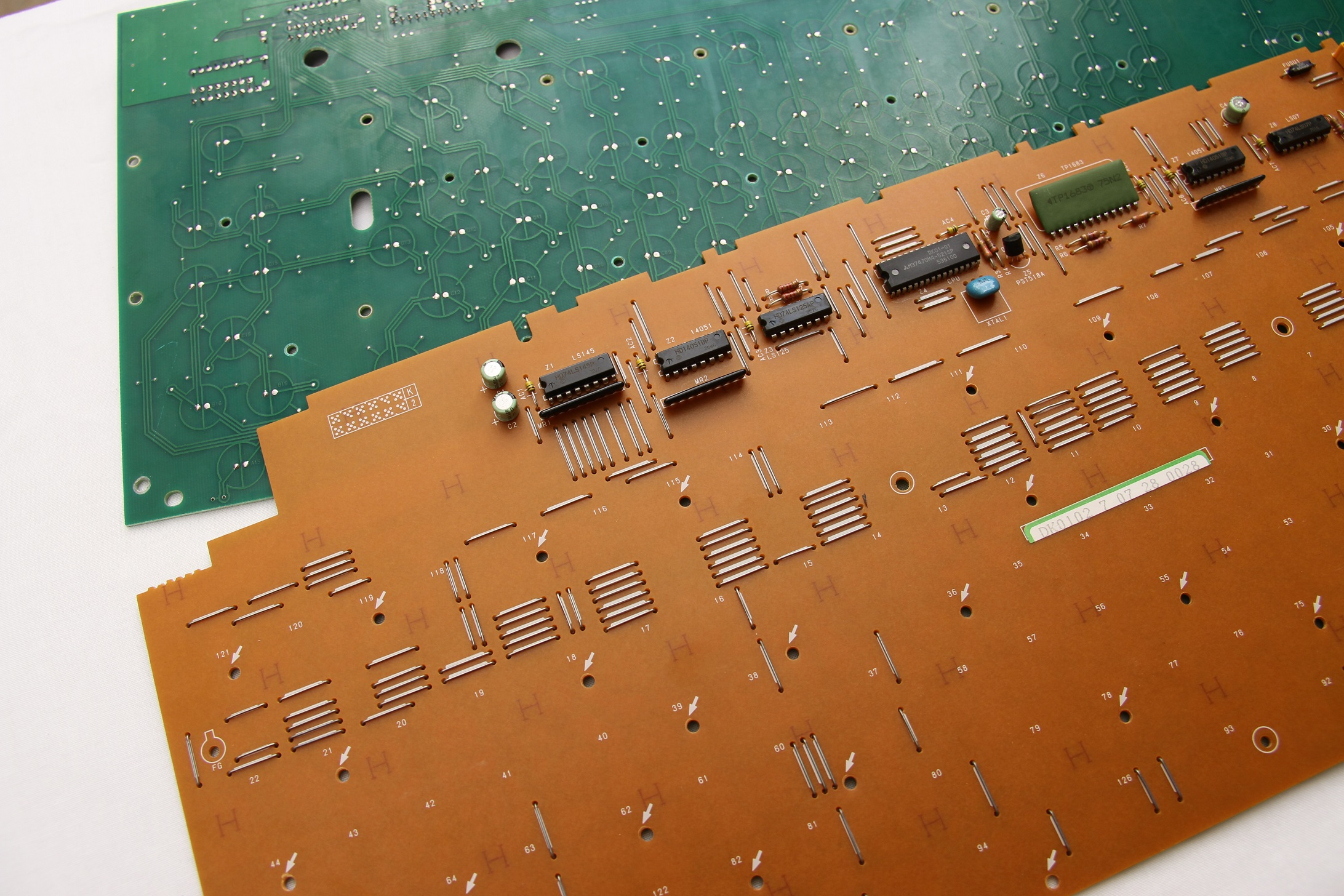
پشت دو برد مدار. رنگ قهوه‌ای FR-2 ساخته‌شده از فنل کاغذی است.

کاغذ فنولیک (به انگلیسی: Phenolic paper) یا کاغذ فنولی ماده‌ای است که اغلب برای ساختن زیرلایه‌های بُرد مدار چاپی (PCB) استفاده می‌شود (صفحه تختی که قطعات و مسیرهای الکترونیکی به آن متصل می‌شوند). این یک تخته بسیار سخت است که از الیاف چوب و پلیمرهای فنولیک ساخته شده است. رنگ آن معمولاً قهوه‌ای است و یک پلاستیک تقویت‌شده با الیاف است. این مواد پی‌سی‌بی با نام‌های FR-1 و FR-2 شناخته می‌شوند - FR-2 مجاز برای ۱۳۰ درجه سانتی‌گراد، FR-1 مجاز برای ۱۰۵ درجه سانتی‌گراد است .